# Mekteb
Mekteb (ar.: ب‎ـتـ‎ـكـ‎مـ) odgojno-obrazovna je institucija, koja djeluje pri Islamskoj zajednici. Vjerska škola koja je više razine od mekteba je medresa.
Mekteb je škola gdje se djeca uče osnovama islama: vjere, načina života, osnovama sufare (arapskog pisma), odnosno kako čitati, pisati i izgovarati riječi pisane arapskim pismom, potom osnovama gramatike arapskog jezika, te pravilnom čitanju Kurana.

## Povijest
Mekteb je prvi oblik institucionalno organiziranog islamskog odgoja i obrazovanja. U osmanskom razdoblju, mekteb se nazivao sibjan-mekteb - osnovna škola koja je učenicima pružala najnižu obrazovnu razinu vjerske pouke. Nisu imali zastupljen maternji jezik i njegovu pismenost. Gradivo su đaci većinom učili napamet. Naglasak u nastavi bio je na obredoslovlju, tekstovima iz Kurana upotrebljavani u molitvi, islamskoj etici i sl. Muallimi (učitelji) su se birali među ljudima koji su imali medresansko obrazovanje. Kada bi djeca navršila četiri-pet godina ona bi krenula u mekteb. 
Mektebi se prave u sklopu svake džamije ili mesdžida, bilo kao njen sastavni dio, ili u njenom dvorištu ili pak nedaleko od nje. Podižu se i u selima (mejtef) i u gradovima, i njega po pravilu posjećuju sva muslimanska djeca i omladina. Dobrotvorni filantropi također su nekada mogli otvoriti osnovnu školu i upravljati njome uz pomoć vakufa (zaklada). Mekteb kao institucionalni odgojno-obrazovni temelj dao najveći doprinos očuvanju islamskih temeljnih vrijednosti muslimana.
U Bosni i Hercegovini, sibjan-mektebi kao osnovne obrazovne institucije ostali su u svemu nepromijenjeni do 1918. godine. Oni nikada nisu postali općeobrazovne ustanove tipa osnovnih škola, jer se u mektebima nisu učili realni predmeti, niti su se učila pisma latinica i ćirilica. Premda je broj sibjan-mekteba naglo opao u vrijeme okupacije Bosne i Hercegovine, otvaranje novih mekteba razvijalo se naglo nakon uspostavljanja vlasti, tako da se do 1915. godine broj udvostručio u odnosu na stanje iz 1879. godine. Broj učenika nije rastao srazmjerno broju mekteba, jer se broj muslimanske djece povećavao u narodnim osnovnim školama. Od 499 sibjan-mekteba, koliko ih je bilo 1879. godine, 1906. godine broj je porastao na 863, da bi 1915. godine dosegao broj 1233. Pokušaj reformiranja sibjan-mekteba 1890. godine otvaranjem mekteba-ibtidaijje s ciljem da to preraste u neku vrstu muslimanskih konfesionalnih škola nije dao očekivane rezultate u pogledu broja otvorenih iptidaija i broja učenika koji su ih pohađali.   Mekteb-ibtidaijje je nastao kao posljedica reforme školskog sustava koje je sprovela Zemaljska vlada za Bosnu i Hercegovinu. Uveden je u dogovoru s Vakufskim povjerenstvom u Sarajevu.
Sličnost mekteb-ibtidaijje sa sibjan-mektebima sastojala se u tome što se i u njima počinjalo učiti od sufare. Razlikuje se i po tome što su u njima radili mnogo vrsniji učitelji: imali su propisanu jedinstvenu edukacijsku osnovu. U medresama su svladali islamske nauke. Završili su Darul-muallimin, islamsku učiteljsku školu u Sarajevu, gdje su prošli najnužnije znanje iz pedagogije i metodike. Imenovao ih je reis-ul-ulema ili u njegovo ime predsjednik Zemaljskog vakufskog povjerenstva.
Mekteb-ibtidaijje karakterizirale su i klupe kao i u ostalim školama, čega nije bilo u sibjan-mektebima. Sobe su bile čiste i svijetle, a za pisanje su imali table kao i u osnovnim školama. Osnivač i uzdržavatelj mekteb ibtidaija bilo je Zemaljsko vakufsko povjerenstvo. Kao osnivač i uzdržavatelj, imalo je pravo biti nadzornim tijelom. Ulogu odgovorne osobe za nadzor obnašali su kadije ili njihovi zamjenici.
Kao primjer možemo navesti, da je za vrijeme Austrougarske vladavine, broj mekteba u gradu Brčko smanjen na četiri, u 1877., na dva, u 1914. godini. Tako je u području Brčkog ukupan broj mekteba smanjen na 12. Reformirana je brčanska ruždija, uveden njemački jezik i drugi općeobrazovni predmeti, a nastavu su izvodili stručni nastavnici. Na području Brčkog u 2022. godini djelovala su 22 mekteba.
Institucija mekteba i danas postoji, te se nalazi pod jurisdikucijom Islamske zajednice. Svaki džemat na svome području obrazuje mekteb po nastavnom planu i programu koji je utvrdila Islamska zajednica.

## Vanjske povezice
- Mekteb -  temeljna institucija odgoja i obrazovanja